# 1458 Mineura
Az 1458 Mineura (ideiglenes jelöléssel 1937 RC) a Naprendszer kisbolygóövében található aszteroida. Fernand Rigaux fedezte fel 1937. szeptember 1-én, Uccleban.